# Taré
Taré o Tareh  (hebreo תרח Terah) fue el padre de Abraham mencionado en la Biblia. Emigró junto a su familia de Ur en Caldea a Harán en Mesopotamia donde murió a la edad de 205 años.

## Relato bíblico
Según el libro de Génesis capítulo 11, Taré fue el hijo de Nacor, quien fue hijo de Serug, quien fue hijo de Reu, quien fue hijo Peleg, quien fue hijo de Heber, quien fue hijo de Salah, quien fue hijo de Arfaxad, quien fue hijo de Sem, quien fue hijo de Noé.
Según el Antiguo Testamento Taré tuvo tres hijos: Abram, Harán y Nacor, y al menos una hija, Sara, quien fue la esposa y medio hermana de Abraham. Vivió en "Ur de los Caldeos" donde falleció su hijo Harán, dejando a su hijo Lot. Posteriormente Taré emigró con Abraham, Sara, su nieto Lot y junto a sus respectivas familias. Intentó llegar a Canaán pero se establecieron en Harán donde murió a la edad de 205 años de edad. Habiendo muerto su padre, Abram siguió su viaje a Canaán. La Biblia también afirma que Taré adoraba otros dioses.

## Tradición judía post-bíblica
La Midrash sostiene que Taré era malvado. En Números Rabbah 19:1 y 19:33 Rabbi Hiyya señala que Taré era fabricante de ídolos y narra la siguiente historia: Una vez Taré tuvo que salir y dejó a Abraham cuidando el negocio. Una mujer vino con una vasija llena de harina y le pidió a Abraham que la dejara ofrendarla a los ídolos. Abraham tomando un palo rompió los ídolos y puso el palo en las manos de ídolo más grande. Cuando Taré regresó le pidió que le dijera qué había hecho. Abraham le contestó que los ídolos habían peleado entre ellos y que el más grande había destruido a los demás con un palo. “¿Por qué te burlas de mí?”, gritó Taré, “Acaso tienen algún discernimiento?” Abraham replicó “¡Escucha lo que estás diciendo!”. Entonces Taré envió a Abraham al Rey Nemrod para que lo castigara. El Zohar dice que cuando Dios salvó a Abraham del horno en que fue metido, Taré se arrepintió. Rabbi Abba b. Kahana dice que Dios le aseguró a Abraham que su padre Taré tendría una porción en el mundo venidero (Olam HaBá en hebreo).

## Tradición islámica
En varios pasajes del Corán se describe la historia de Ibrahim (Abraham) y su padre. El nombre dado a Taré en el Corán es Azar, aunque los eruditos árabes señalan que el nombre del padre de Ibrahim es Tarih. Los primeros musulmanes debatían si Azar era un nombre alternativo de Tarih, tal como Israel es el nombre alternativo de Jacob, o si se trataba en realidad del nombre de un ídolo. Muchos comentaristas del Corán tanto suníes como chiíes también mencionan la opinión según la cual Azar era el tío paterno o el abuelo materno de Ibrahim en lugar de su padre.
El relato musulmán es muy similar al de la tradición judía: Azar era un politeísta cuya profesión era fabricar ídolos de madera. Un día la familia deja el lugar para ir a una celebración dejando solo a Ibrahim. Entonces Ibrahim destruye todos los ídolos excepto el más grande. Cuando todos regresan le preguntan a Ibrahim qué había pasado y les responde que el más grande había destruido a los demás. Como castigo fue puesto en un horno ardiente pero salió ileso debido a su confianza en Dios.

## El lugar
Taré también es el nombre de un lugar donde los Israelitas se detuvieron durante el Éxodo.